# Тітенко Дмитро Анатолійович
Дмитро Анатолійович Тітенко — український військовослужбовець, полковник Збройних сил України, учасник російсько-української війни. Лицар ордена Богдана Хмельницького III ступеня (2022).

## Життєпис
Станом на 2019 рік начальник штабу — перший заступник командира 14-ї окремої механізованої бригади.
Станом на 2021 рік командир 53-ї окремої механізованої бригади.

## Нагороди
- орден Богдана Хмельницького III ступеня (17 червня 2022) — за особисту мужність і самовіддані дії, виявлені у захисті державного суверенітету та територіальної цілісності України, вірність військовій присязі[4];
- медаль «3а військову службу Україні» (3 травня 2019) — за вагомий особистий внесок у зміцнення обороноздатності Української держави, мужність і самовіддані дії, виявлені у захисті державного суверенітету та територіальної цілісності України, зразкове виконання військового обов'язку та з нагоди Дня піхоти[1].

## Військові звання
- полковник;
- підполковник (станом на 3.5.2019)[1].